# Người Tamil
Người Tamil cũng gọi là Tamilar trong tiếng Tamil (tiếng Tamil: தமிழர், đã Latinh hoá: Tamiḻar, phát âm [t̪amiɻaɾ] trong số ít hoặc தமிழர்கள், Tamiḻarkaḷ, [t̪amiɻaɾɡaɭ] trong số nhiều), Tamilians trong tiếng Anh, hoặc viết đơn giản Tamils trong tiếng Anh (/ˈtɑːmɪls/), là một nhóm dân tộc Dravidia nói tiếng bản địa Tamil và có nguồn gốc tổ tiên chủ yếu từ miền nam Ấn Độ ỏ bang Tamil Nadu, lãnh thổ liên minh của Puducherry và đến Sri Lanka. Những người nói tiếng Tamil và sinh ra ở các thị tộc Tamil được coi là người Tamil. Người Tamil chiếm 5,9% dân số ở Ấn Độ (tập trung chủ yếu ở Tamil Nadu và Puducherry), 15% ở Sri Lanka (không bao gồm Sri Lankan Moors), 7 % ở Malaysia và 5% ở người Singapore.